# Kandé
Kandé è una città del Togo centro-settentrionale. Kandé è situata nella Regione di Kara ed è il capoluogo della Prefettura di Kéran. Conta 11 742 abitanti.